# Marina Buczelnikowa
Marina Buczelnikowa (ur. 8 lutego 1994) – rosyjska lekkoatletka specjalizująca się w skoku w dal.
W 2011 zdobyła brązowe medale mistrzostw świata juniorów młodszych oraz olimpijskiego festiwalu młodzieży Europy.
W 2013 została ukarana dwuletnią dyskwalifikacją za stosowanie niedozwolonego dopingu (do 21 lutego 2015).
Rekordy życiowe: stadion – 6,52 (30 maja 2016, Moskwa); hala – 6,33 (2 marca 2016, Wołgograd).  

## Osiągnięcia
| Rok  | Impreza                                    | Miejsce         | Pozycja    | Wynik |
| ---- | ------------------------------------------ | --------------- | ---------- | ----- |
| 2011 | Mistrzostwa świata juniorów młodszych      | Lille Metropole | 3. miejsce | 6,11  |
| 2011 | Letni olimpijski festiwal młodzieży Europy | Trabzon         | 3. miejsce | 6,11  |